# 大娄山
大娄山，是位于中国云贵高原上的一座山脉，地跨重庆市贵州省与四川省，为东北-西南走向，总长约300公里。相对高度常达500米，大娄山的最高峰为金佛山，海拔2,251米，位于重庆市南川区境内。大娄山多由石灰岩构成。大娄山为赤水河与乌江的分水岭。也是贵州高原与四川盆地的界山。
大娄山系可分为三个平行的东北-西南走向的山脉组成：
- 西支南起古蔺，北至綦江，海拔1300—1500米，在贵州境内的最高峰1661米，是习水河与桐梓河的分水岭。
- 中支由仁怀经桐梓、松坎至南川、武隆，是綦江与芙蓉江的分水岭，海拔1400—1600米，在贵州境内的最高峰是箐坝大山，高2028米。
- 东支由金沙，作为芙蓉江与洪渡河的分水岭延伸，在贵州境内的最高峰仙人峰，高1795米。